# San Policarpo (titre cardinalice)
Le titre cardinalice de San Policarpo (Saint Polycarpe) est érigé par le pape François le 14 février 2015. Il est attaché à l'église homonyme située dans le quartier de l'Appio Claudio, au sud-est de Rome.

## Titulaires
| - Alberto Suárez Inda depuis 2015 |